# Куторкін Андрій Дмитрович
Андрій Дмитрович Куторкин (псевдонім ерз. А. Ёндол, 12 серпня 1906, Студенець, Алатирський повіт, Симбірська губернія — 12 травня 1991, Саранськ) — мордовський поет, прозаїк.

## Біографія
Місце народження — село Студенець Алатирського повіту (тепер у складі села Напольне Порецького району Чуваської Республіки).
З 1934 року член Союзу письменників СРСР, був делегатом 1-го Всесоюзного з'їзду радянських письменників.

## Роботи
- «Раужо палмань» (Чорний стовп, 1934),
- «Ламзурь» (роман у віршах, 1941, за його мотивами створена перша мордовська опера),
- «Покш ки лангсо умарина» (Яблуня біля большака, 1958),
- «Лажныця Сура» (Бурлива Сура, в 3 книгах: 1969, 1979, 1987) та ін.

## Нагороди та звання
- орден Трудового Червоного Прапора (22.08.1986)
- 2 ордена «Знак Пошани» (09.01.1950; 23.03.1976)
- медалі
- Заслужений письменник Мордовської АРСР (1966)
- народний письменник Мордовської АРСР (1984)
- лауреат Державної премії Мордовської АРСР (1987)